# Gradac (Tutin)
Gradac (Servisch cyrillisch Градац) is een plaats in de Servische gemeente Tutin. De plaats telt 95 inwoners (2002).